# Israa Gharib
Israa Gharib (arabisch إسراء غريب, DMG Isrāʾ Ġarīb; * 1998; † 22. August 2019 in Bait Sahur) war eine palästinensische Kosmetikerin, die das Opfer eines sogenannten Ehrenmordes wurde.

## Leben
Israa Gharib lebte in Bait Sahur im Westjordanland. Als sie in sozialen Medien Videos veröffentlichte, die sie beim Ausgehen in Begleitung ihres Verlobten zeigten, waren ihre männlichen Anverwandten über diesen vorehelichen Kontakt so erzürnt, dass sie sie verprügelten. Auf der Flucht vor den Männern stürzte Gharib aus dem Fenster und erlag zwei Wochen später ihren Verletzungen. Die Verwandten erklärten den Fenstersturz gegenüber den Behörden damit, dass die Frau „besessen“ gewesen sei. Das offizielle Untersuchungsergebnis stellte jedoch fest, dass sie aufgrund schweren Atemwegsversagen infolge der Schläge gestorben war. Der Palästinensische Generalstaatsanwalt Akram al-Khatib gab bekannt, dass drei der Verwandten verhaftet worden seien. Gegen sie wurde Mordanklage erhoben. Demonstranten forderten von der palästinensischen Regierung nicht nur eine Bestrafung der Täter, sondern auch die Verabschiedung eines bereits vor 15 Jahren eingebrachten Gesetzes gegen Häusliche Gewalt. Nach Angaben der palästinensischen Polizei sind 12 % der Tötungsdelikte in der Westbank sogenannte Ehrenmorde. Das Women’s Centre for Legal Aid and Counselling, eine palästinensische Frauenrechtsorganisation, erklärte, dass es 2018 insgesamt 29 und bis August 2019 bereits 19 Ehrenmorde an Frauen in der Westbank gegeben habe.